# Ульянский, Антон Григорьевич
Антон Григорьевич Ульянский (настоящее имя — Владимир Николаевич Свинцов; 1887—1935, Ленинград) — русский советский прозаик.

## Биография
Сын офицера, служившего в Гатчинском гарнизоне.
В 1910 году окончил историко-филологический факультет С.-Петербургского университета. Участник Первой мировой войны с 1914 года, в чине прапорщика попал в германский плен, откуда бежал.
Участвовал в Гражданской войне, служил в Красной Армии санитаром, переписчиком в штабе, переводчиком на допросах на Северном фронте.
В 1921—1923 годах работал на нефтяных промыслах в Баку (Кроме того, в Батуми работал в издании «Маяк», редактором которого был К. Г. Паустовский). С 1923 года, работая делопроизводителем в Петроградском фонетическом институте иностранных языков, занялся литературной работой. В 1924 году получил премию за рассказ «Возвращение» на конкурсе журнала «Красная нива».
Наиболее интересны[кому?] и удачны произведения Ульянского, посвящённые империалистической войне. В острых зарисовках, вскрывающих социальный смысл «мировой бойни», Ульянский показал пробуждение политического сознания солдатских масс, моральное разложение командного состава царской армии («Четыре немца»), поведение кадетских «вождей» накануне мировой войны. Но свои тонкие и острые наблюдения Ульянский не сумел художественно обобщить, синтезировать. Интересны попытки Ульянского создать производственную новеллу (книга «Ночной рейд»). Менее всего удался ему фантастический роман «Путь колеса». Большой заслугой писателя является книга «Володарка», в которой он собрал интересные воспоминания старых рабочих. В последние годы Ульянский с увлечением работал над созданием истории завода им. Кирова (б. «Красный путиловец»).
Умер от тифа в Ленинграде. Похоронен на Литераторских мостках.